# Les Petites Sœurs d'Éluria
Les Petites Sœurs d'Éluria (titre original : The Little Sisters of Eluria) est un roman court de Stephen King paru en octobre 1998 dans l'anthologie Légendes, composée de onze nouvelles réunies par Robert Silverberg. Dans ce recueil, le roman court était paru en français sous le titre Les Petites Sœurs d'Élurie. Il a ensuite été repris dans le recueil de nouvelles Tout est fatal (Everything's Eventual) paru en 2002 aux États-Unis.
Il s'agit d'une préquelle à la série La Tour sombre : l'action se déroule lorsque Roland de Gilead recherche la piste de Walter. Ce n'est que dans Le Pistolero que Roland poursuit, puis rattrape enfin l'Homme en noir.

## Résumé
Roland, à la recherche de la trace de Walter o'Dim, arrive dans le village déserté d'Éluria. Après avoir été attaqué par des « Verdâtres », des mutants irradiés par du radium, Roland se retrouve sous une tente-hôpital, soigné par un groupe de sœurs hospitalières. Ces dernières s'avèrent néanmoins être une tribu de vampires dirigée par la Grande Sœur, sœur Marie.
Le Pistolero est notamment protégé du pouvoir des sœurs par un « sigleu » de l'Homme Jésus qu'il a ramassé sur le cadavre d'un villageois avant d'être attaqué par les mutants. Ce sigleu le protège assez longtemps pour qu'il recouvre des forces grâce aux soins des sœurs. Aidé de l'unique sœur douée encore d'humanité dont il finit par s'éprendre, sœur Jenna, Roland réussit à s'échapper de la tente alors que ses compagnons d'infortune (d'autres blessés) succombent tous l'un après l'autre à la faim des Sœurs. Sœur Marie est quant à elle détruite par un « chien crucifix », un chien avec une croix dessinée sur sa fourrure.
L'histoire se conclut comme à de nombreuses reprises dans l'œuvre de la Tour sombre sur une séparation. La nature de Sœur Jenna et la quête de Roland rendant impossible tout amour, c'est sur un baiser d'adieu qu'ils se séparent avant que Jenna ne disparaisse.

## Genèse
C'est un agent littéraire occasionnel de Stephen King qui lui a proposé de participer à l'anthologie Légendes en écrivant une histoire de Roland de Gilead se déroulant avant Le Pistolero. Dans la préface de la nouvelle, King indique que le récit s'est révélé très difficile à écrire.